# مایکل آرمسترانگ
مایکل آرمسترانگ (انگلیسی: Michael Armstrong؛ زادهٔ ۲۴ ژوئیهٔ ۱۹۴۴) نویسنده و کارگردان فیلم اهل بریتانیا است.
از فیلم‌ها یا مجموعه‌های تلویزیونی که وی در آن‌ها نقش داشته‌است می‌توان به نویسنده سارق، اسکیمو نل، پلنگ سیاه و ماجراهای راننده تاکسی اشاره نمود.